# John Hobhouse, 1. Baron Broughton

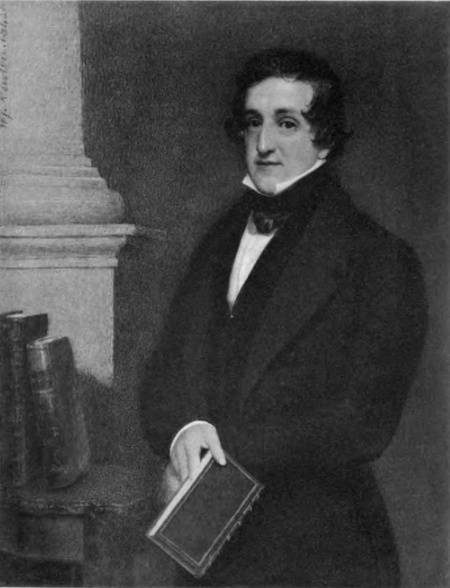
John Hobhouse, 1. Baron Broughton

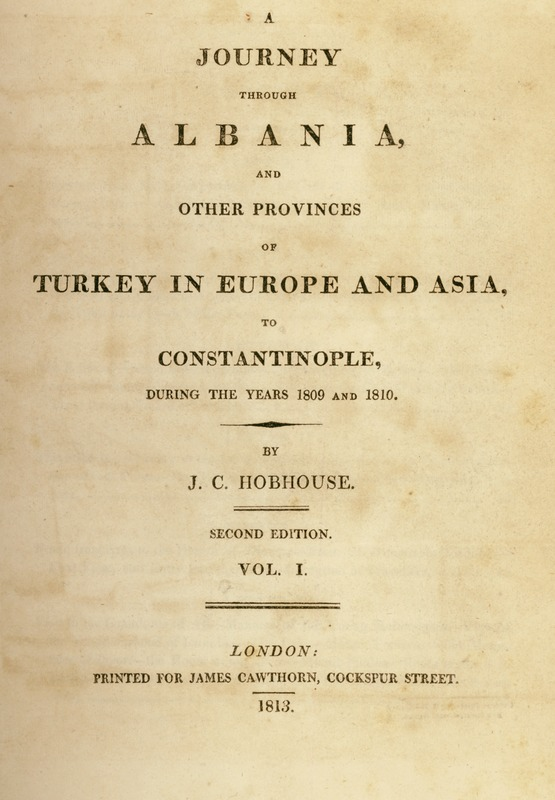
A Journey through Albania etc., Titelblatt des Bands I der zweiten Ausgabe 1813

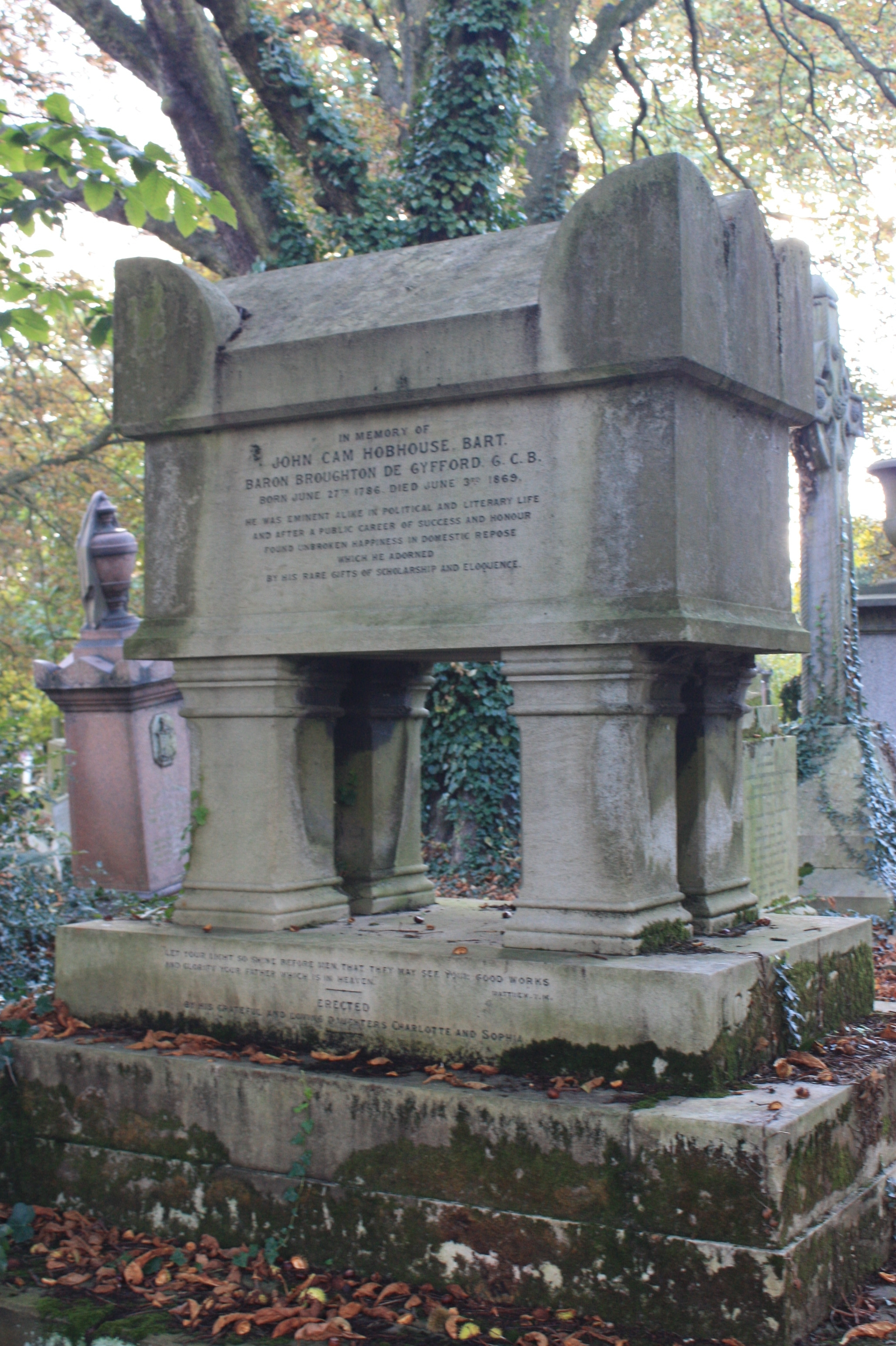
Grabstätte von John Cam Hobhouse, Kensal Green Cemetery, London

John Cam Hobhouse, 1. Baron Broughton (* 27. Juni 1786 in Redland, heute Stadt Bristol; † 3. Juni 1869 in London), auch bekannt als Sir John Hobhouse, 2. Baronet (ab 1831) und Lord Broughton (ab 1851) war ein britischer Staatsmann und Autor. Neben seiner langjährigen politischen Tätigkeit ist er durch seine Freundschaft mit Lord Byron bekannt.

## Leben und Werk
Hobhouse, der älteste Sohn des vermögenden Brauers Sir Benjamin Hobhouse, 1. Baronet (1757–1831), studierte seit dem 18. Oktober 1803 am Trinity College, Cambridge, wo er 1808 den Hulsean-Preis für seinen Essay On the Origin and Intention of Sacrifices gewann und seinen Abschluss als Bachelor of Arts machte. Während seines Studiums in Cambridge hatte er sich mit Lord Byron angefreundet, den er von 1809 bis 1810 auf eine Reise nach Spanien und in den östlichen Mittelmeerraum (Griechenland, Türkei) begleitete. Hobhouse kehrte jedoch, nachdem er einen Teil des europäischen Osmanischen Reiches besucht hatte, nach England zurück und veröffentlichte eine Beschreibung seiner Reise unter dem Titel A Journey through Albania, and Other Provinces of Turkey in Europe and Asia (1813).
Mit den alliierten Truppen nahm Hobhouse im August 1813 an der Schlacht um Dresden teil, die der entscheidenden Völkerschlacht bei Leipzig um einige Wochen vorausging. Er erlebte den Einzug des im April 1814 ernannten Königs Ludwig XVIII. in Paris. Nach der Rückkehr Napoleons von Elba war Hobhouse während der Herrschaft der Hundert Tage erneut in Paris. Nach der Schlacht bei Waterloo veröffentlichte er Letters Written by an Englishman During the Last Reign of Napoleon (1815). Darin bekundete er seine Antipathie für die wiedereingesetzten Bourbonen und nahm offen Partei für Napoleon. Das brachte ihm viel Kritik sowohl in Frankreich als auch in England ein; eine Übersetzung der Letters wurde in Frankreich beschlagnahmt, Übersetzer und Verleger wurden inhaftiert.
Im Januar 1815 war Hobhouse Trauzeuge von Byron gewesen, und er begleitete ihn, als dieser im April 1816 wieder nach Italien reiste. Hier entstanden seine Historical illustrations des vierten Gesang (Canto) von Byrons Childe Harold’s Pilgrimage; Byron hatte Hobhouse diesen Gesang gewidmet.
Hobhouses Flugschrift A Defence of the People in Reply to Lord Erskine’s “Two Defences of the Whigs”, die das House of Commons als einen Bruch seiner Privilegien aufgefasste, brachte ihn von Mitte Dezember 1819 bis Ende Februar 1820 ins Gefängnis. Der Skandal erhöhte aber seine Popularität, und er wurde im Jahr 1820 als Abgeordneter für Westminster ins Unterhaus gewählt, wo er sich den Radikalen anschloss. Bald darauf gründete er mit anderen einflussreichen Radikalen die Westminster Review. 1831 erbte er den Titel des 2. Baronet, of Chantry House in the County of Wilts and Westbury College in the County of Gloucester, der seinem Vater 1812 verliehen worden war.
Später schlug er eine gemäßigtere Richtung ein, trat 1832 als Kriegsminister in die Regierung (1830–1834) von Lord Grey ein und wurde Mitglied des Privy Councils. Im März 1833 wurde er Staatssekretär für Irland. Als nur wenige Wochen später im Unterhaus die Aufhebung der sogenannten Fenstersteuer (Window tax) beantragt wurde – gegen die Hobhouse sich früher ausgesprochen hatte, die er aber jetzt als Mitglied der Regierung für notwendig hielt –, trat er von der Regierung und als MP zurück. Bei den folgenden Wahlen errang er keinen Sitz mehr und zog sich zunächst aus der Politik zurück.
In der neuen Regierung unter Premier Lord Melbourne (ab Juli 1834) übernahm er den Posten des Oberkommissars der Domänen (First Commissioner of Woods and Forests); zugleich wurde er für Nottingham wieder ins Unterhaus gewählt. Von 1839 bis 1841 war er unter Lord Melbourne Präsident des Kontrollamtes (President of the Board of Control) für Ostindien. In dieser Funktion unterstützte er mit allen Mitteln die Indien-Politik Lord Aucklands. Als die Whigs im Juli 1846 unter Lord John Russell von neuem ans Ruder kamen, wurde Hobhouse abermals Präsident des Kontrollamtes, verlor aber, da er seine radikalen Grundsätze aufgegeben hatte, bei den Wahlen von 1847 seinen Sitz in Nottingham.
Am 26. Februar 1851, bei der Auflösung der Regierung Russell, wurde Hobhouse mit dem Titel Baron Broughton, of Broughton-de-Gyfford in the County of Wilts, zum erblichen Peer erhoben und erhielt damit einen Sitz im Oberhaus, dem House of Lords. Bei der Rekonstituierung der Regierung Russell kehrte er auf seinen alten Posten zurück und nahm erst im Januar 1852 definitiv seine Entlassung.
Hobhouse hatte im Juli 1828 Lady Julia Tomlinson Hay, Tochter von George Hay, 7. Marquess of Tweeddale (1753–1804), geheiratet. Aus ihrer Ehe gingen drei Töchter hervor, bevor Lady Julia im April 1835 an Tuberkulose starb. Hobhouse überlebte sie mehr als 30 Jahre und starb im Alter von 82 Jahren am 3. Juni 1869. Er wurde auf dem Kensal Green Cemetery in London beerdigt. Seine Peerswürde erlosch mit seinem Tod, da er keine männlichen Nachfahren hatte. Seine Baronetwürde fiel an seinen Neffen Charles Parry Hobhouse (1825–1916).
Hobhouse gehörte im Jahr 1830 zu den Gründungsmitgliedern der Royal Geographical Society (RGS).

## Ehrungen
- 1814: Fellow der Royal Society (FRS)
- 1852: Knight Grand Cross des Order of the Bath (GCB)

## Schriften

Historical illustrations of the fourth canto of Childe Harold

- 1809: Essay on the Origin and Intention of Sacrifices; Being the Hulsean Prize-Essay for the Year 1808. London: T. Gillet (Google)
- 1809: Imitations and Translations from the Ancient and Modern Classics, Together with Original Poems Never before Pubished. London: Longman, Hurst, Rees, and Orme (Google)
- 1813: A Journey through Albania, and Other Provinces of Turkey in Europe and Asia, to Constantinople, During the years 1809 and 1810. London: James Cawthorne (Google)[3]
  - Zweite englische Ausgabe 1813: A Journey through Albania, and Other Provinces of Turkey in Europe and Asia, to Constantinople, During the years 1809 and 1810. Second Edition. 2 Bände. London: James Cawthorn (Google: Band I – Band II). Nachgedruckt im Jahr 1825.
  - US-amerikanische Ausgabe 1817: A Journey through Albania, and Other Provinces of Turkey in Europe and Asia, to Constantinople, During the years 1809 and 1810. 2 Bände. Philadelphia: M. Carey & Son (archive: Band I – Band II ≈ Google: Band I – Band II)
  - Dritte englische Ausgabe 1833: A Journey through Albania and Other Provinces of Turkey in Europe and Asia, to Constantinople, During the years 1809 and 1810. Third Edition. 2 Bände. London: James Cawthorn (MDZ München: Band I – Band II)
  - Neuausgabe 1855: Travels in Albania and Other Provinces of Turkey in 1809 & 1810. New Edition. 2 Bände. London: John Murray (Google: Band I – Band II)
  - Revidierte Neuausgabe 1858: Travels in Albania and Other Provinces of Turkey in 1809 & 1810. A New Edition, Revised and Corrected, 1858. 2 Bände. London: John Murray (archive: Band I – Band II ≈ Google: Band I – Band II) (SUB Göttingen)
- 1816: The Substance of Some Letters, Written by an Englishman Resident in Paris During the Last Reign of the Emperor Napoleon. With an Appendix of Official Documents. 2 Bände. London: Ridgways (Google: Band I – Band II)
  - US-amerikanische Ausgabe in einem Band: Philadelphia: M. Thomas 1816 (Google)
  - Zweite englische Ausgabe, jetzt udT: The Substance of Some Letters from Paris During the Last Reign of the Emperor Napoleon; and Addressed Principally to the Right Hon. Lord Byron. Second Edition, with Additional Notes, and a Prefatory Address. London: Ridgways 1817 (Google: Band I – Band II)
- 1818: Historical Illustrations of the Fourth Canto of Childe Harold: Containing Dissertations on the Ruins of Rome; and an Essay on Italian Literature. London: John Murray (Google)
  - Zweite, korrigierte Ausgabe 1818: Historical Illustrations of the Fourth Canto of Childe Harold: Containing Dissertations on the Ruins of Rome; and an Essay on Italian Literature. Second Edition, Revised and Corrected. London: John Murray (Hathitrust ≈ Google ≈ archive)
  - US-amerikanische Ausgabe 1818: Historical Illustrations of the Fourth Canto of Childe Harold: Containing Dissertations on the Ruins of Rome; and an Essay on Italian Literature. New York: Kirk & Mercein (archive ≈ Google)
- 1819: A Defence of the People, in Reply to Lord Erskine’s “Two Defences of the Whigs”. London: Robert Stodart (Google)
- 1819: A Trifling Mistake in Thomas, Lord Erskine’s Recent Preface. London: Robert Stodart (Google)
- 1859: Italy: Remarks Made in Several Visits from the Year 1816 to 1854. 2 Bände. London: John Murray (Google: Band I – Band II). Nachgedruckt 1861.
- 1865: Recollections of a Long Life, Privatdruck
  - Ausgabe 1909–1910 in sechs Bänden: Recollections of a Long Life. With Additional Extracts from his Private Diaries (hg. von der Tochter Lady Dorchester), New York: Charles Scribner’s Sons:
    - Band II: 1816–1822 (1909) (archive)
    - Band II: 1822–1829 (1910) (archive)